# De Banjaard (zandbank)

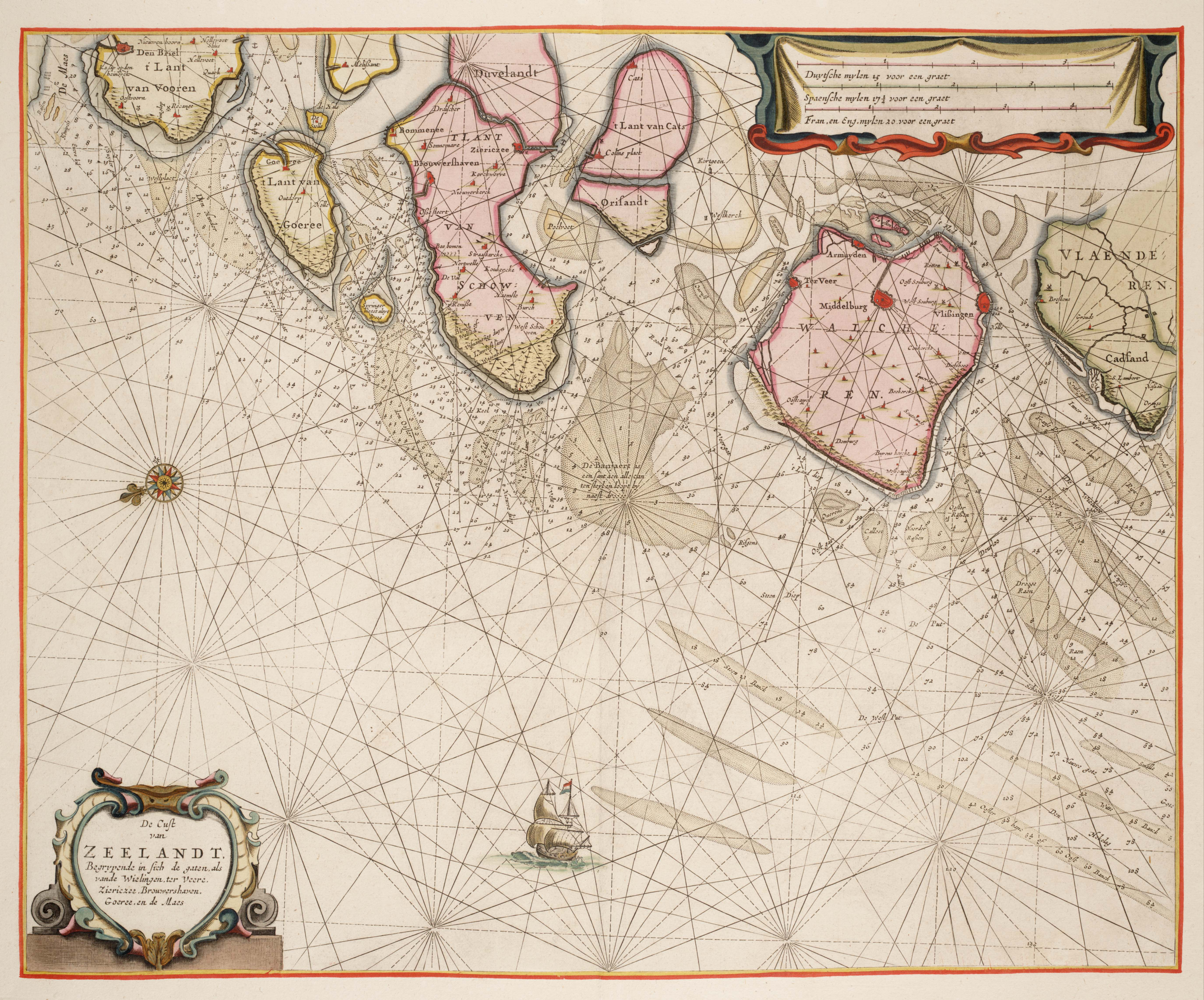
Kustkaart van Pieter Goos, 1666, met centraal de zandbank De Banjaert

De Banjaard is een stelsel zandplaten dat zich in de Noordzee vóór de Zeeuwse kust bevindt, ten noorden van Walcheren en ten zuidwesten van de kop van Schouwen.
De zeekaart toont de ligging van de plaat aan zoals die in de 17e eeuw was. Ook tegenwoordig bestaat de zandplaat nog, maar ze is zo'n honderd jaar geleden onder de zeespiegel verdwenen. Toch moet de scheepvaart er rekening mee houden.
Anno 2022 werkt een "gebiedscoalitie De Banjaard" aan plannen, om de zandbank weer op hoogte te brengen om de kust van Walcheren te beschermen tegen de zeespiegelstijging.